# Cư Pơng
Cư Pơng là một xã thuộc tỉnh Đắk Lắk, Việt Nam.
Xã Cư Pơng có diện tích 74,63 km², dân số năm 2007 là 10657 người, mật độ dân số đạt 143 người/km².